# Vicky Leandros
Vassiliki Papathanasiou (en grec Βασιλική Παπαθανασίου Corfú, 23 d'agost de 1949) coneguda artísticament com a Vicky Leandros, és una cantant d'origen grec amb una extensa carrera internacional i una de les cantants amb majors vendes mundials.

## Biografia
Vicky Leandros va néixer sota el nom de Vassiliki Papathanasiou a Paleokastritsa, una petita localitat a l'illa de Corfú, filla del músic i compositor Leandros Papathanasiou, conegut com a Leo Leandros i Kyriaki Protopapa. Mentre el seu pare desenvolupava la seva carrera com a músic a Alemanya, Leandros va romandre a la llar de la seva àvia paterna fins als cinc anys. El 1957 es va traslladar a Alemanya, on viu des de llavors.
La seva carrera va començar als 13 anys, en publicar el seu primer senzill «Messer, Gabel, Schere, Licht», aconseguint un gran èxit en el mercat alemany. És la 164a cantant amb més discos venuts.
En 1967 va tenir l'oportunitat de representar Luxemburg en el Festival de la Cançó d'Eurovisió amb la cançó «L'amour est bleu». Va assolir la quarta posició, la qual cosa va significar el començament d'una carrera trepidant, interpretant els seus temes en vuit idiomes diferents i els seus discos foren venuts arreu del món.
Al 1970 la seva primera aparició a televisió Ich Bin fou retransmesa a 13 països europeus. Va rebre nombrosos premis per la seva originalitat i gràfics contemporanis provocadors, inclosa la Rose de Bronze de Montreux de 1971. També va ser la primera vegada que Vicky Leandros va utilitzar el mateix cognom que el seu pare (en realitat el seu nom real) amb què serà coneguda a partir de llavors. Aparegueren com a convidats Julien Clerc i Deep Purple. L'espectacle s'ha repetit al llarg dels anys i es veu com una peça clàssica molt evocadora de l'època, tot i que al principi no va ser ben rebuda a tot arreu per la seva sorprenent imatge impactant, sobretot en una època en què les cançons no eren generalment acompanyades de visuals amb finalitat de màrqueting. Posteriorment va participar en una sèrie de televisió al Regne Unit per a la BBC, titulada Music My Way.
Tornaria a representar Luxemburg al Festival de la Cançó d'Eurovisió de 1972. En aquesta ocasió, va vèncer amb el tema en francès, «Après toi» que, fins avui dia, ha aconseguit unes vendes de 10 milions d'exemplars.
Al llarg de la seva carrera, Leandros ha col·laborat amb diferents compositors i productors de gran renom, com Kim Fowley, Brad Shapiro i Michel Legrand, així com directors d'orquestra com Herbert von Karajan.
L'any 2000 va començar a produir els seus propis discos. L'àlbum Jetzt ("Ara") va aconseguir novament un gran èxit comercial, sobretot el seu duet amb Chris De Burgh, així com bones crítiques per part dels experts musicals. El 2006 va intentar de nou participar a Eurovisió, quedant finalista en la Final Nacional d'Alemanya amb la cançó «Don't break my heart».
Vicky Leandros ha rebut innombrables premis, incloent discos d'or i platí per haver venut més de 100 milions de discos.

## Vida personal
Des de 1982 a 1986 va estar casada amb l'empresari d'origen grec Ivan Zissiades. El 2005, Leandros i el seu segon espòs, Enno von Ruffin, es van separar després de 19 anys de matrimoni.

## Activisme polític
El 2006, va rebre una oferta de Friedbert Pflüger, el màxim candidat de la CDU per a l'elecció a la Cambra de Representants de Berlín el 2006, per treballar com a senador cultural al seu gabinet a l'ombra. Tanmateix ella es va negar a fer-ho perquè va voler continuar la seva gira.
A les Eleccions legislatives gregues de 2007 va ser candidata del PASOK, però no va ser escollida. Ja a l'octubre del 2006, va participar en les eleccions locals al Pireu amb el PASOK i va obtenir un mandat. Fou nomenada tinenta d'alcalde i regidora de Cultura i Relacions Internacionals. El 28 de maig de 2008 va anunciar la renúncia dels seus càrrecs.

## Discografia
| Data          | Àlbum                                     | idioma                               |
| ------------- | ----------------------------------------- | ------------------------------------ |
| Octubre 1966  | Songs und Folklore                        | Alemany/anglès/francès/grec          |
| Juliol 1967   | A Taste of...Vicky                        | Alemany/francès/anglès/grec          |
| Octubre 1967  | A Taste of Vicky International            | anglès/francès/grec                  |
| Octubre 1967  | L'amour est bleu                          | francès                              |
| Octubre 1967  | Love is Blue                              | anglès                               |
| Juliol 1968   | A Taste of Vicky (EUA)                    | anglès/francès                       |
| Agost 1968    | Summertime Forever                        | Alemany/francès/anglès               |
| Agost 1968    | Vicky (To Mystiko Sou)                    | grec/francès/anglès                  |
| Desembre 1968 | Le Temps Des Fleurs                       | francès                              |
| Agost 1969    | Ich Glaub' An Dich                        | Alemany                              |
| Octubre 1969  | I Mikri Mas Istoria                       | grec                                 |
| Octubre 1969  | Zoom Sur Vicky                            | francès                              |
| Setembre 1970 | Vicky (Je Suis)                           | francès/grec                         |
| Gener 1971    | Ich Bin                                   | Alemany/francès/grec                 |
| Febrer 1971   | Vicky (Pes Mou Pos Boreis)                | grec/francès                         |
| Març 1971     | I Am (First UK release)                   | anglès                               |
| Abril 1972    | Vicky Leandros                            | Alemany/anglès                       |
| Maig 1972     | Apres Toi                                 | francès                              |
| Maig 1972     | Mono Esy                                  | grec/francès/anglès                  |
| Maig 1972     | Vicky Leandros                            | anglès/francès                       |
| Maig 1973     | Meine Freunde Sind Die Traume             | Alemany                              |
| Agost 1973    | Itan Mia Vrathia                          | grec/anglès                          |
| Setembre 1973 | Dreams Are Good Friends                   | anglès/francès/grec                  |
| Setembre 1973 | Ceux Que J'aime                           | francès/grec                         |
| Juliol 1974   | Mein Lied Fur Dich                        | Alemany/anglès/grec                  |
| Agost 1974    | My Song for You                           | anglès/grec                          |
| Octubre 1974  | Ma Chanson Pour Toi                       | francès/anglès/grec                  |
| Desembre 1974 | Your World - My World                     | anglès/grec                          |
| Agost 1975    | Ich Liebe Das Leben                       | Alemany/anglès                       |
| Setembre 1975 | Across the Water                          | anglès                               |
| Setembre 1975 | J'aime La Vie                             | francès                              |
| Gener 1976    | I Zoi Einai Oraia                         | grec/francès                         |
| Febrer 1977   | V.L.                                      | Alemany/anglès                       |
| Abril 1977    | V.L.                                      | grec/anglès                          |
| Abril 1977    | Vicky Leandros                            | francès/anglès                       |
| Setembre 1977 | Omorfa Xronia                             | grec/anglès                          |
| Octubre 1977  | Du Du Liegst Mir Im Herzen                | Alemany                              |
| Octubre 1977  | Suesser Die Glocken Nie Klingen           | Alemany                              |
| Febrer 1978   | Vicky Leandros (Recorded in USA)          | anglès                               |
| Març 1978     | Ich Bin ein Mädchen                       | Alemany/anglès                       |
| Abril 1978    | Poso S'agapo                              | grec/francès/anglès                  |
| Octubre 1978  | Oh Mi Mama                                | Castellà/anglès/grec/Alemany         |
| Octubre 1979  | Singt die schönsten Deutschen Volkslieder | Alemany                              |
| Abril 1981    | Ich Gehe Neue Wege                        | Alemany/anglès                       |
| Octubre 1981  | Love is Alive                             | anglès                               |
| Gener 1982    | Irtha Gia Sena                            | grec/anglès                          |
| Octubre 1982  | Verlorenes Paradies                       | Alemany                              |
| Octubre 1983  | Vicky                                     | Alemany                              |
| Maig 1984     | Vicky                                     | francès                              |
| Octubre 1985  | Eine Nacht in Griechenland                | Alemany/grec                         |
| Febrer 1988   | Ich Bin Ich                               | Alemany                              |
| Octubre 1989  | Pyretos Tou Erota                         | grec                                 |
| Setembre 1990 | Starkes Gefuehl                           | Alemany/francès                      |
| Setembre 1991 | Nur Einen Augenblick                      | Alemany                              |
| November 1991 | Prósexe!                                  | grec                                 |
| Febrer 1993   | Andres                                    | grec                                 |
| Octubre 1995  | Lieben Und Leben                          | Alemany/anglès                       |
| Abril 1997    | Gefuehle                                  | Alemany                              |
| Agost 1998    | Weil Mein Herz Dich Nie Mehr Vergisst     | Alemany                              |
| Febrer 2000   | Jetzt!                                    | Alemany/anglès                       |
| Maig 2001     | Now!                                      | grec/francès/anglès/Alemany          |
| Octubre 2001  | Mit Offenen Armen                         | Alemany/grec/anglès                  |
| November 2002 | Weihnachten mit Vicky Leandros (CD&DVD)   | Alemany/grec/francès/anglès/castellà |
| Setembre 2003 | ...Singt Mikis Theodorakis                | Alemany/grec                         |
| Desembre 2003 | Tragouthi Alliotiko                       | grec/anglès                          |
| Març 2006     | Ich Bin Wie Ich Bin                       | Alemany/francès/anglès               |
| Març 2009     | Möge der Himmel                           | Alemany/anglès/francès               |
| Setembre 2010 | Zeitlos                                   | Alemany                              |
| Octubre 2015  | Ich weiß, dass ich nichts weiß            | Alemany                              |